# Roberto Rolfo

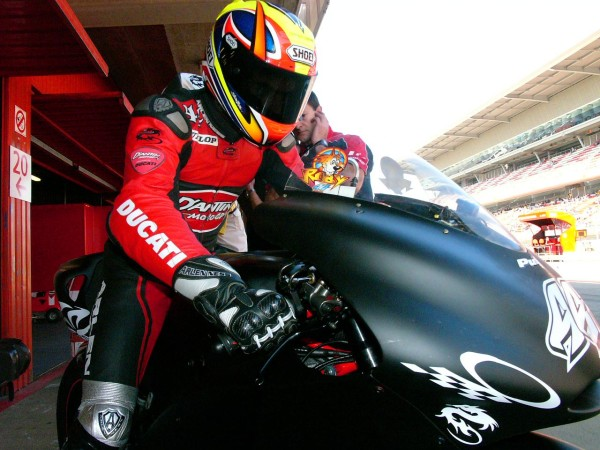
Rolfo på MotoGP-Ducatin 2005.

Roberto Rolfo, född 23 mars 1980 i Turin, är en italiensk roadracingförare. Han blev VM-tvåa i 250GP-klassen säsongen 2003. Rolfo kör sedan 2013 i Supersport.

## Tävlingskarriär
Rolfo gjorde VM debut i 250-klassen i Italiens Grand Prix 1996. Året därpå blev han trea i Europamästerskapen i samma klass och 1998 körde han hela säsongen i VM. Han fortsatte i klassen fram till och med säsongen 2004. De bästa åren var 2001 till 2003 då han blev respektive fyra, trea och tvåa i VM. Efter en åttondeplats 2004 gick han upp i MotoGP-klassen Roadracing-VM 2005 där han körde en Ducati för D’Antin Pramac. Från 2006 till 2009 körde Rolfo i Superbike-VM med blandad framgång. Säsongen 2009 körde han för svenskanknutna stallet Stiggy Racing. Roadracing-VM 2010 körde Rolfo den nya fyrtaktsklassen Moto2 för Italtrans S.T.R. på en Suter. 2011 körde han Superbike. 2012 tävlade han i Moto2 och hoppade in i MotoGP som ersättare för Mattia Pasini i Speedmaster-teamet. Sedan 2013 kör Rolfo i Supersport.